# Burgstall Poppenhausen
Der Burgstall Poppenhausen ist eine abgegangene Wasserburg in Poppenhausen im Landkreis Fulda in Hessen.

## Geschichte
Nach Louis Ferdinand Freiherr von Eberstein wurde die Vorgängerburg durch das Kloster Fulda 1271 zerstört, da sich u. a. auch die Ritter von Ebersberg, Steinau genannt Steinrück und Eberstein, damalige Besitzer der Ortschaft, an der Ermordung des fuldaischen Fürstabtes Bertho II. von Leibolz beteiligt hatten.
Erstmals ist dann wieder im Jahr 1327 von einer Burganlage die Rede, deren Mittelpunkt wohl am heutigen Marktplatz lag. Der untere, westlichste Punkt befand sich am Zusammenfluss von Lütter und Haardt nahe der Vey-Mühle. Mit einem Terrain der Wasserburg von etwas über 10.000 Quadratmetern war sie größer als viele andere Burgen in der Umgegend. Schätzungen von 1365 über ein Viertel der Burg (in der Urkunde als Schloss bezeichnet) ergeben für die gesamte Burg die Summe von 4.400 Pfund Heller. Damit lässt diese die anderen Burgen des Grabfeldgauses weit hinter sich. 1387 öffnete Friedrich von Ebersberg seinen Teil der Burg dem Erzbischof von Mainz, Adolf I. von Nassau. 1388 wurde durch den Fuldaer Fürstabt Friedrich I. von Romrod ein erfolgloser Angriff auf Poppenhausen unternommen. Im Jahre 1393 bestand die Wasserburg eine weitere Feuertaufe siegreich. Dem Fuldaer Abt im Bunde mit Balthasar von Wettin, Markgraf von Meißen und Landgraf zu Thüringen, gelang es trotz langer Belagerung, verbunden mit "Feuerbränden" und starkem Beschuss mittels großer "Steynkugeln", nicht, in die Burg einzudringen. Die Poppenhäuser Ritter schlossen 1394 einen "Burgfride ober Bappenhausen" mit 39 Artikel ab, den ersten Burgfrieden, der aus der Rhön bekannt ist. Versuche von 1402 und 1406 des Würzburger Bischofs Johann I. von Egloffstein die Burg zu stürmen misslangen ebenso. Erst 1459 wurde die Veste durch den Fuldaer Fürstabt Reinhard Graf von Weilnau zusammen mit den Grafen von Henneberg erobert und weitgehend zerstört.
Auf einem der Gewölbekeller in der Ortsmitte befand sich später die Amtswirtschaft der Herren von Berlepsch. 1802 wurde hier ein neuer Fachwerkbau mit Mansarddach und Krüppelwalm errichtet. Heute befindet sich dort das Gasthaus Zum Stern. Weitere mittelalterliche Burgkeller befinden sich unter dem Gasthof "Zum Hirsch" am Marktplatz, alte Sandsteinmauern mit Torbögen im Torweg, und der "Ziehbrunnen" der Ganerbenburg unterhalb des neuen Pfarrzentrums aus dem Jahre 1980. Auch die Straßenbezeichnungen "Burgstraße", "Torweg" und "Wallweg" erinnern heute noch an die mächtige Wasserburg sowie auch einige mächtige spätmittelalterliche Wurfgeschosse (Bliden) an verstreuten Stellen.
Im Jahre 1991 trat bei Bauarbeiten zu einem neuen Fremdenverkehrszentrum (heute Rathaus) an anderer Stelle ein weiterer Gewölbekeller zu Tage. Er diente vordem der Möbelfirma Leo Bub als Lager. Nachdem bereits die nördliche Schildwand der Gewölbetonne eingerissen worden war, wurde die Denkmalschutzbehörde eingeschaltet, welche für den Erhalt und die Sicherung des alten Kellers sorgte, der heute wieder zugänglich ist.

## Sage
Wie so oft, ranken sich um die ehemalige Burg einige Sagen und Legenden. Danach schloss der Burg-Baumeister 1360 mit dem Teufel einen Pakt, die Mauern, wie von den Rittern gefordert, unbezwingbar zu machen, wenn dieser ein kleines Kind in das Fundament einmauern ließe. Doch 1459 wurde die Burg erobert, weil die ausgemachten 99 Jahre abgelaufen waren. Seitdem hört man in dunklen, stürmischen Nächten in den Gewölben ein kleines Kind wimmern, das die Seelen des Baumeisters und Ritters zur Strafe ununterbrochen anhören müssen.